# Pama-Nyungaanse talen

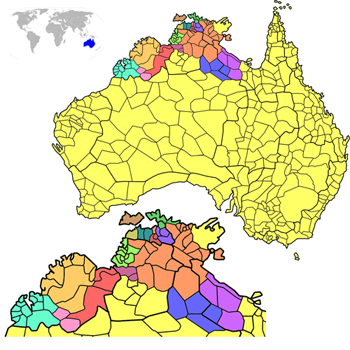
Australische talen
Pama-Nyungaans taalgebied

De Pama-Nyungaanse talen vormen de grootste groep binnen de Australische talen. Er zijn mogelijk 300 Pama-Nyungaanse talen, maar het totaal ervan is moeilijk om vast te stellen, omdat de dode Pama-Nyungaanse talen er ook onder worden gerekend. Van de Pama-Nyungaanse talen die nog worden gesproken en al dan niet zijn geïdentificeerd, wordt veruit het grootste deel met uitsterven bedreigd. Het is goed mogelijk dat er daarvan op den duur nog maar twee of drie over blijven.
De naam Pama-Nyungaans is afgeleid van de twee woorden voor 'man' in deze talen, pama en nyunga. De Pama-Nyungaanse talen zijn vooral door de Amerikaanse taalkundige Kenneth Hale tussen 1962 en 1976 geïdentificeerd. Hij constateerde dat van de verschillende inheemse Australische talen deze het meeste werden gesproken en de grootste geografische spreiding hadden. De andere talen werden vooral langs de noordkust gesproken. Er zijn verschillende theorieën over het ontstaan van de Pama-Nyungaanse talen, maar ze worden waarschijnlijk sinds ongeveer 5.000 jaar gesproken.

## Voorkomende Pama-Nyungaanse talen
De volgende twee zijn maar enkele van de Pama-Nyungaanse talen:
- Het Yolŋu Matha is de overkoepelende naam voor een groep Pama-Nyungaanse talen dialecten, die door de Yolŋu worden gesproken, een groep Aboriginals die Arnhemland leeft, in het noorden van Australië.
- De Wiradhuri-talen vormen een kleine groep binnen de Pama-Nyungaanse talen. Zij worden in New South Wales gesproken.